# Flouze (groupe)
Flouze est un groupe belge de pop rock et de new wave de la fin des années 1970 et du début des années 1980. Le groupe a composé ses albums sous le nom de Jo Lemaire + Flouze, Jo Lemaire étant la chanteuse du groupe.

## Membres
Le groupe se composait de :
- Jo Lemaire : chant
- Marc Santkin puis Ferdinand Philippot : basse
- Attilio Bortolin : guitare, clarinette
- Philippe Depireux : batterie
- Giovanni Bortolin : piano, violon, saxophone, synthétiseur
- Daniel François, Alain Pire puis Patrick Paquot : guitare

## Historique
Trois albums furent produits avec des titres qui connurent un relatif succès comme Follow me in the air, Running Time ou Tintarella di Luna.
Mais leur plus grand succès fut la reprise de Je suis venu te dire que je m'en vais de Serge Gainsbourg,. Elle valut au groupe une renommée nationale et européenne en 1981, devenant un hit dans l'Europe entière (platine en Belgique). Elle sera reprise sur la compilation de Gainsbourg intitulée Il les fait chanter, parmi des Jane Birkins et autres Brigitte Bardots.
Flouze se sépara en 1982 et Jo Lemaire poursuivit sa carrière en solo.

## Discographie
- 1979 : Jo Lemaire + Flouze
  - Running Time
  - Big Buick Boogie
  - Tintarella Di Luna
  - Stakhanov
  - Strolling Players
  - Calendars
  - Keep Step
  - Something's Gonna Change
  - Fat Rats
  - Rumours Said
  - Follow Me In The Air
- 1980 : Precious Time
  - Precious Time
  - The Happy Song
  - The Code
  - Hands And Words
  - Till The Fall
  - Freudian Slips
  - Far Cry
  - Family Cell
  - No Tears Allowed
  - Wake Up
- 1981 : Pigmy World
  - Shades Of Night
  - Je Suis Venue Te Dire Que Je M'En Vais
  - Satellites
  - Siamese Sister
  - Chameleon
  - Voices In The Silence
  - Inner Void
  - Escape
  - Outside The Hole
  - Claustrophobia